# Jak Alnwick
Jak Alnwick (* 17. Juni 1993 in Hexham) ist ein englischer Fußballtorhüter, der bei Cardiff City unter Vertrag steht.

## Karriere

### Verein
Jak Alnwick wurde 1993 in Hexham, im Norden von England geboren. Er begann seine Karriere beim AFC Sunderland. In der Jugend wechselte Alnwick zum Erzrivalen Newcastle United. Vor seinem Debüt für die Magpies wurde der junge Torhüter zum FC Gateshead in die National League verliehen. In der Saison 2014/15 debütierte Alnwick für Newcastle gegen den FC Chelsea in der Premier League. Er wurde beim 2:1-Heimsieg für den verletzten zweiten Torhüter Rob Elliot eingewechselt. Bis zum Ende der Saison spielte er in fünf weiteren Ligaspielen, bevor der niederländische Stammtorhüter Tim Krul von einer Verletzung zurückkam. Für die letzten zwei Monate der Spielzeit wurde der 21-Jährige an den Drittligisten Bradford City verliehen. Im selben Jahr verließ er Newcastle und unterschrieb einen Vertrag beim FC Port Vale. Beim Drittligisten wurde er direkt Stammtorhüter und absolvierte im ersten Jahr 41 Ligaspiele. Nach einer weiteren Halbserie, wechselte Alnwick im Januar 2017 zu den Glasgow Rangers nach Schottland. Im August 2018 wurde Alnwick an den englischen Drittligisten Scunthorpe United verliehen. Dort war er in der Saison 2018/19 Stammtorhüter. Ein Jahr später verliehen ihn die Rangers an den FC Blackpool, der ebenfalls in der dritten Liga in England spielte.
Im Juni 2020 wechselte er zum FC St. Mirren. Zwei Jahre später folgte ein Wechsel zu Cardiff City.

### Nationalmannschaft
Jak Alnwick spielte von 2008 bis 2011 für die U-17 und U-18 von England. Mit der U-20 nahm er im Jahr 2011 an der Weltmeisterschaft dieser Altersklasse in Kolumbien teil. Als dritter Torhüter hinter Jack Butland und Lee Nicholls kam er allerdings nicht zum Einsatz.

## Familie
Sein älterer Bruder Ben Alnwick ist ebenfalls Fußballprofi auf der Position des Torhüters.